# Camp préhistorique de Chassey-le-Camp
Le camp préhistorique de Chassey est un site archéologique situé à l'emplacement d'un village fortifié du IVe millénaire av. J.-C. Situé sur le territoire de la commune de Chassey-le-Camp, il a donné son nom à la civilisation néolithique dite du Chasséen mais fut occupé, de manière sporadique, jusqu'au Moyen Âge. Le camp préhistorique fait l'objet d'un classement au titre des monuments historiques   par arrêté du 14 juin 1932.

## Situation et accès
Le camp préhistorique de Chassey est situé sur un plateau incliné vers l'est d'une superficie d'environ 9 ha, mesurant un peu plus de 750 m de longueur pour une largeur maximale de 230 m. Il a l'aspect d'un éperon barré, les barres rocheuses du relief naturel étant complétées par des remparts de terre et de pierres sèches.
Le camp est traversé par le GR7 et sillonné par un sentier équipé de panneaux touristiques.

## Fouilles archéologiques
Le site est découvert en 1865 par Édouard Flouet. Entre 1866 et 1880, E. Loydreau y collecte plusieurs milliers d'objets en silex. Le site est de nouveau fouillé de 1925 à 1927 et en 1953]. À partir de 1969 des études utilisant les techniques de stratigraphie modernes y sont entreprises, en particulier par Jean-Paul Thévenot.
Les traces d'occupation les plus anciennes relevées durant les fouilles remontent au Chasséen, mais le site reste occupé durant les périodes du Néolithique moyen bourguignon, du Néolithique final, l'âge du bronze final puis au premier âge du fer, époque ou l'on pense qu'il joua un rôle politique important. À cette dernière période, le site est fortifié par des constructions à ses deux extrémités, dénommées par commodité « le château » au nord et « la redoute » au sud.

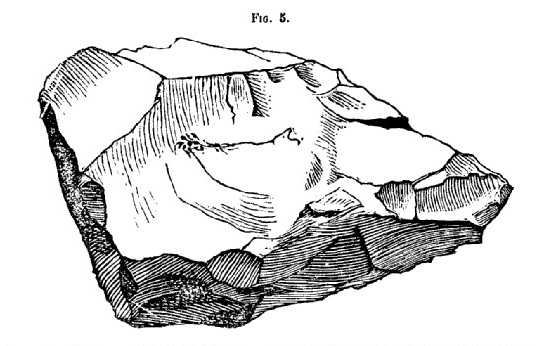
Silex taillé, coll. François Chabas.

Au Néolithique moyen, le site est occupé par un important habitat qui a livré de nombreux objets céramiques décorés d'une ornementation géométrique gravée, notamment des « vases-supports » caractéristiques du Chasséen. Les Chasséens furent les premiers occupants du site. Ils occupèrent la frange orientale du plateau où ils laissèrent de nombreux foyers, des rognons de chaille et leurs déchets courantS. Des preuves de pratique de l'apiculture ont récemment été retrouvées en analysant les poteries.
L'occupation du site se poursuit ponctuellement à la période mérovingienne et au Moyen Âge, puis le site est abandonné. Au XIXe siècle il est cultivé par les habitants de la commune.

## Collections
La collection d'objets en silex rassemblée lors de la campagne de fouilles Loydreau est conservée au musée Rolin d'Autun. D'autres séries d'objets sont visibles au musée Denon de Chalon-sur-Saône, ainsi qu'au musée Régnier de Mont-Saint-Vincent.

## Centre d'interprétation
Le Centre d'interprétation archéologique de Chassey-le-Camp (CIACC) est inauguré le 16 juin 2018. Il présente de nombreux objets et artéfacts authentiques provenant du musée Denon de Chalon-sur-Saône et du musée Rolin d’Autun.
Trois vitrines y mettent en valeur le Néolithique moyen et final. Une vitrine est consacrée au Chasséen, les deux autres aux âges du Bronze et du Fer, à l’époque gallo-romaine et à la période mérovingienne. Plusieurs panneaux présentent le site de Chassey : le Chasséen et ses origines, des clichés montrant les fouilles et divers personnages, l’occupation du site (de la Protohistoire à l’époque mérovingienne).
Ont notamment pris part à ce projet Yves Pautrat, du Service régional d’archéologie à la direction régionale des Affaires culturelles de Dijon, et Jean-Paul Thévenot, archéologue.

## Voir Aussi